# Пилот-3
Пилот-3 (англ. Pilot 3), другое название NOTS 3 — американский космический аппарат, попытка запуска состоялась 22 августа 1958 года по программе Пилот.
Программа Пилот на момент запуска была засекречена. Гриф секретности был снят в 1994 году. После запуска была потеряна связь, возможно аппарат вышел на орбиту.

## Описание
Аппарат изначально разрабатывался как военный метеорологический спутник с короткой подготовкой к запуску для изучения погоды вокруг объекта атаки.
Имел диаметр 20 см, массу 1,05 кг и один прибор — очень простое инфракрасное устройство линейного сканирования для создания грубых изображений поверхности. Цилиндрической кольцевой формой монтировался вокруг последней ступени ракеты-носителя, NOTS-3SM (трёхдюймовый шаровидный двигатель NOTS, англ. NOTS 3 in. Spherical Motor), прибор должен был оставаться присоединённым к спутнику.
Вращение аппарата вокруг продольной оси должно было стабилизировать его в полёте благодаря эффекту гироскопа.

## Запуск
22 августа 1958 года самолёт Douglas F4D Skyray вылетел с воздушной базы военно-морского флота США в Поинт-Мугу (англ. Naval Air Station Point Mugu) и запустил спутник ракетой-носителем Пилот в зоне выброса над проливом Санта-Барбара (англ. Santa Barbara Channel Drop Zone). После запуска была потеряна связь, возможно аппарат вышел на орбиту.